# Divyeshwari av Nepal
Divyeshwari, född 1875, död 1933, var Nepals drottning mellan 1886 och 1911, gift med kung Prithvi Bir Bikram Shah.